# 乌原鲤
乌原鲤（学名：Procypris mera）为輻鰭魚綱鯉形目鲤科原鲤属的鱼类，俗名乌鲤、乌鲫、墨鲤、乌钩，為中国特有物种。分布於西江中上游干支流、云南西洋江等。该物种的模式产地在广西。本魚在頭部與背部為深黑色，在身體側邊上具斑紋；腹部銀白色的與鰭深深黑色，觸鬚2對；側線些微向下彎曲向下的；背鰭的外部邊緣凹曲；胸鰭長而尖的，棲息在中底層水域，可做為食用魚。

## 外部連結
- Froese, R. & Pauly, D. (eds.) (2011). Procypris mera. FishBase. Version 2011-12.